# Maliattha lativitta
Maliattha lativitta är en fjärilsart som beskrevs av Moore 1881. Maliattha lativitta ingår i släktet Maliattha och familjen nattflyn. Inga underarter finns listade i Catalogue of Life.